# Советская торговля (газета)
«Советская торговля» (укр. Радянська торгівля) — радянська газета, орган ЦК профспілки працівників державної торгівлі та споживчої кооперації та міністерства торгівлі СРСР. 

## Історія
Заснована в 1926 році. До 1931 року виходила під назвою «Кооперативная жизнь» (укр. Кооперативне життя), з лютого 1931 року — «Снабжение, кооперация и торговля» (укр. Постачання, кооперація та торгівля), з вересня 1934 року — сучасна назва. З червня 1941 до жовтня 1953 року не видавали. З листопада 1953 року виходила тричі на тиждень. Видавали у Москві, друкували з матриць у 13 містах СРСР.
З 6 вересня 1934 року відповідальний редактор — В. Нодель. З 1 січня 1935 року газета почала виходити в парні дні тижня. З 1 жовтня 1940 року газета виходить тиражем 80 тисяч екземплярів, відповідальним редактором затвердили — Л. С. Шаумяна. З 1 жовтня 1953 року головний редактор — Л. М. Гатовський. З 2 липня 1970 року газету почали друкувати й у Волгограді з матриць, що доставляли спеціальним літаком із Москви.
Розділи та рубрики: «Говорить покупець», «Нові товари», «Новатори», «Партійне життя», «Листи читачів», «Нотатки покупця», «На колгоспних ринках», «У країнах народної демократії», «На міжнародні теми», «Бібліографія», «Фейлетон», «Оголошення».
Висвітлювала питання розвитку державної торгівлі, громадського харчування, споживчої кооперації, роботу профорганізацій галузі, вміщувала рекламу товарів народного споживання.  Тираж (станом на 1975 рік) — 1 мільйон 240 тисяч екземплярів.